# Luge aux Jeux olympiques de la jeunesse d'hiver de 2012
Navigation
2016
Les épreuves de luge aux Jeux olympiques de la jeunesse d'hiver de 2012 auront lieu à la Piste de bobsleigh, luge et skeleton d'Igls, à Igls, près d'Innsbruck en Autriche, du 15 au 17 janvier 2012.

## Médailles

### Tableau des médailles
| Rang  | Nation     | Or | Argent | Bronze | Total |
| ----- | ---------- | -- | ------ | ------ | ----- |
| 1     | Allemagne  | 1  | 3      | 1      | 5     |
| 2     | Autriche   | 1  | 0      | 1      | 2     |
| 2     | États-Unis | 1  | 0      | 1      | 2     |
| 4     | Italie     | 1  | 0      | 0      | 1     |
| 5     | Lettonie   | 0  | 1      | 1      | 2     |
| Total | Total      | 4  | 4      | 4      | 12    |

### Épreuves
| Épreuves                                      | Or                                        | Argent                          | Bronze                          |
| --------------------------------------------- | ----------------------------------------- | ------------------------------- | ------------------------------- |
| Simple hommes résultats détaillés             | Christian Paffe (GER)                     | Riks Kristens Rozitis (LAT)     | Toni Graefe (GER)               |
| Simple femmes résultats détaillés             | Miriam-Stefanie Kastlunger (AUT)          | Saskia Langer (GER)             | Ulla Zirne (LAT)                |
| Double résultats détaillés                    | Florian Gruber / Simon Kainzwaldner (ITA) | Tim Brendl / Florian Funk (GER) | Ty Andersen / Pat Edmunds (USA) |
| Relais par équipes mixtes résultats détaillés | États-Unis                                | Allemagne                       | Autriche                        |

## Système de qualification
Les classements de la coupe du monde junior de luge 2010-11 et 2011-12 seront utilisés pour savoir les qualifiés. Le total maximum pour un CNO est de 6 athlètes (2 hommes, 2 femmes et une équipe de double) avec un maximum de 20 CNO pour les compétitions simples et de 15 CNO pour les doubles. Si le pays hôte n'est pas qualifié, la dernière place dans chaque épreuve est réservée à l'Autriche. Si une épreuve n'a pas assez de qualifiés, les places restantes seront attribués aux autres épreuves. Une nation peut participer à l'épreuve par équipe si elle a un athlète qualifié dans chaque épreuve. Si des places sont réaffectées, ils seront donnés en priorité aux nations qui n'ont pas d'athlètes qualifiés.
Le classement officieux actuel est:
Selon le classement de qualification en cours, seuls 11 équipes de doubles seraient qualifiés. Cela laisserait vacant 8 places qui seront réaffectées pour les épreuves individuelles masculine et féminine (4 chacun).

### Simple hommes
Les qualifiés sont :
| Épreuve                                  | Places | Qualifiés |
| ---------------------------------------- | ------ | --- |
| Coupe du monde de luge (2010-11/2011-12) | 18     | Lettonie Canada Autriche Allemagne Russie États-Unis Ukraine Allemagne Slovaquie Italie Slovaquie Lettonie Ukraine Slovaquie États-Unis Australie |
| Réaffectées                              | 7      | Pologne Bulgarie Taipei chinois Nouvelle-Zélande Roumanie Bosnie-Herzégovine Suisse                                                               |
| TOTAL                                    | 25     | |

### Double
Les qualifiés sont : 
| Épreuve                                  | Places | Qualifiés                                                                                          |
| ---------------------------------------- | ------ | -------------------------------------------------------------------------------------------------- |
| Coupe du monde de luge (2010-11/2011-12) | 15     | Russie Ukraine Lettonie Allemagne Slovaquie Roumanie Kazakhstan Autriche États-Unis Pologne Italie |
| TOTAL                                    | 11     | |

- Seuls 11 pays sont admissibles pour être qualifiés par les classements.

### Simple femmes
| Épreuve                                  | Place | Qualifiés |
| ---------------------------------------- | ----- | --- |
| Coupe du monde de luge (2010-11/2011-12) | 20    | Lettonie États-Unis Russie Autriche Italie Allemagne Russie Ukraine République tchèque Canada Ukraine Slovaquie États-Unis Norvège Roumanie Croatie Kazakhstan |
| Réattribués                              | 4     | Roumanie Pologne* Croatie Slovaquie |
| TOTAL                                    | 24    | |

La Norvège n'a pas alloué sa place car aucun autre pays sans athlète qualifié ne satisfait aux critères de qualification.

## Qualifié(e)s par pays
| CNO                | Hommes | Femmes | Doubles | Relais par équipes | Total |
| ------------------ | ------ | ------ | ------- | ------------------ | ----- |
| Allemagne          | 2      | 1      | 1       | X                  | 5     |
| Australie          | 1      |        |         |                    | 1     |
| Autriche           | 2      | 2      | 1       | X                  | 6     |
| Bosnie-Herzégovine | 1      |        |         |                    | 1     |
| Bulgarie           | 1      |        |         |                    | 1     |
| Canada             | 2      | 1      |         |                    | 3     |
| Taipei chinois     | 1      |        |         |                    | 1     |
| Croatie            |        | 2      |         |                    | 2     |
| États-Unis         | 2      | 2      | 1       | X                  | 6     |
| Italie             | 1      | 2      | 1       | X                  | 6     |
| Kazakhstan         | 1      | 1      | 1       | X                  | 4     |
| Lettonie           | 2      | 1      | 1       | X                  | 5     |
| Norvège            |        | 2      |         |                    | 2     |
| Nouvelle-Zélande   | 1      |        |         |                    | 1     |
| Pologne            | 1      | 1      | 1       | X                  | 4     |
| République tchèque |        | 1      |         |                    | 1     |
| Roumanie           | 1      | 2      | 1       | X                  | 5     |
| Russie             | 2      | 2      | 1       | X                  | 6     |
| Slovaquie          | 1      | 2      | 1       | X                  | 5     |
| Suisse             | 1      |        |         |                    | 1     |
| Ukraine            | 2      | 2      | 1       | X                  | 6     |
| Total athlètes     | 25     | 24     | 22      | 40                 | 70    |
| Total CNOs         | 18     | 15     | 11      | 11                 | 21    |

## Résultats

### Simple hommes
L'épreuve s'est déroulée le 15 janvier avec 25 athlètes.
| Rang                                | N° | Nom                   | Pays               | Manche 1 | Manche 2 | Total          | Différence |
| ----------------------------------- | -- | --------------------- | ------------------ | -------- | -------- | -------------- | ---------- |
| Médaille d'or, Jeux olympiques      | 10 | Christian Paffe       | Allemagne          | 39 s 737 | 39 s 866 | 1 min 19 s 603 |            |
| Médaille d'argent, Jeux olympiques  | 7  | Riks Kristens Rozitis | Lettonie           | 39 s 838 | 39 s 968 | 1 min 19 s 806 | + 0 s 203  |
| Médaille de bronze, Jeux olympiques | 6  | Toni Gräfe            | Allemagne          | 39 s 982 | 39 s 938 | 1 min 19 s 920 | + 0 s 317  |
| 4                                   | 5  | Anton Dukach          | Ukraine            | 39 s 890 | 40 s 052 | 1 min 19 s 942 | + 0 s 339  |
| 5                                   | 11 | Mitchel Malyk         | Canada             | 40 s 096 | 39 s 947 | 1 min 20 s 043 | + 0 s 440  |
| 6                                   | 23 | Rihards Lozbers       | Lettonie           | 40 s 110 | 40 s 003 | 1 min 20 s 113 | + 0 s 510  |
| 7                                   | 8  | John Fennell          | Canada             | 40 s 162 | 40 s 029 | 1 min 20 s 191 | + 0 s 588  |
| 8                                   | 21 | Christian Maag        | Suisse             | 40 s 130 | 40 s 074 | 1 min 20 s 204 | + 0 s 601  |
| 9                                   | 4  | Armin Frauscher       | Autriche           | 40 s 093 | 40 s 199 | 1 min 20 s 292 | + 0 s 689  |
| 10                                  | 13 | Simon Kainzwaldner    | Italie             | 40 s 222 | 40 s 104 | 1 min 20 s 326 | + 0 s 723  |
| 11                                  | 12 | Alexander Stepichev   | Russie             | 40 s 111 | 40 s 217 | 1 min 20 s 328 | + 0 s 725  |
| 12                                  | 1  | Tucker West           | États-Unis         | 40 s 218 | 40 s 117 | 1 min 20 s 335 | + 0 s 732  |
| 13                                  | 2  | Maksim Aravin         | Russie             | 40 s 203 | 40 s 148 | 1 min 20 s 351 | + 0 s 748  |
| 14                                  | 14 | Sergey Korzhnev       | Kazakhstan         | 40 s 236 | 40 s 326 | 1 min 20 s 562 | + 0 s 959  |
| 15                                  | 17 | Ty Andersen           | États-Unis         | 40 s 374 | 40 s 210 | 1 min 20 s 584 | + 0 s 981  |
| 16                                  | 16 | Yuriy Skyba           | Ukraine            | 40 s 237 | 40 s 349 | 1 min 20 s 596 | + 0 s 993  |
| 17                                  | 9  | David Gleirscher      | Autriche           | 40 s 218 | 40 s 602 | 1 min 20 s 820 | + 1 s 217  |
| 18                                  | 3  | Jozef Petrulak        | Slovaquie          | 40 s 718 | 40 s 493 | 1 min 21 s 211 | + 1 s 608  |
| 19                                  | 18 | Alex Ferlazzo         | Australie          | 40 s 849 | 40 s 526 | 1 min 21 s 375 | + 1 s 772  |
| 20                                  | 25 | Lien Te-An            | Taipei chinois     | 41 s 044 | 40 s 856 | 1 min 21 s 900 | + 2 s 297  |
| 21                                  | 15 | Aleksandar Poibrenski | Bulgarie           | 41 s 275 | 41 s 153 | 1 min 22 s 428 | + 2 s 825  |
| 22                                  | 19 | Jakub Grzegorz Firlej | Pologne            | 41 s 243 | 41 s 325 | 1 min 22 s 568 | + 2 s 965  |
| 23                                  | 20 | Daniel Vladut Popa    | Roumanie           | 41 s 714 | 40 s 894 | 1 min 22 s 608 | + 3 s 005  |
| 24                                  | 24 | Kerim Catal           | Bosnie-Herzégovine | 41 s 354 | 41 s 279 | 1 min 22 s 633 | + 3 s 030  |
| 25                                  | 22 | Matheson Hill         | Nouvelle-Zélande   | 42 s 677 | 41 s 357 | 1 min 24 s 034 | + 4 s 431  |

### Simple femmes
L'épreuve s'est déroulée le 16 janvier avec 24 athlètes.
| Rang                                | N° | Nom                          | Pays               | Manche 1         | Manche 2         | Total            | Différence       |
| ----------------------------------- | -- | ---------------------------- | ------------------ | ---------------- | ---------------- | ---------------- | ---------------- |
| Médaille d'or, Jeux olympiques      | 9  | Miriam-Stefanie Kastlunger   | Autriche           | 40 s 107         | 40 s 090         | 1 min 20 s 197   |                  |
| Médaille d'argent, Jeux olympiques  | 3  | Saskia Langer                | Allemagne          | 40 s 056         | 40 s 358         | 1 min 20 s 414   | + 0 s 217        |
| Médaille de bronze, Jeux olympiques | 11 | Ulla Zirne                   | Lettonie           | 40 s 184         | 40 s 295         | 1 min 20 s 479   | + 0 s 282        |
| 4                                   | 12 | Nina Prock                   | Autriche           | 40 s 247         | 40 s 352         | 1 min 20 s 599   | + 0 s 402        |
| 5                                   | 5  | Summer Britcher              | États-Unis         | 40 s 321         | 40 s 309         | 1 min 20 s 630   | + 0 s 433        |
| 6                                   | 2  | Andrea Vötter                | Italie             | 40 s 352         | 40 s 393         | 1 min 20 s 745   | + 0 s 548        |
| 7                                   | 6  | Ekaterina Katnikova          | Russie             | 40 s 441         | 40 s 502         | 1 min 20 s 943   | + 0 s 746        |
| 8                                   | 23 | Gry Martine Mostue           | Norvège            | 40 s 757         | 40 s 760         | 1 min 21 s 517   | + 1 s 320        |
| 9                                   | 10 | Olena Stetskiv               | Ukraine            | 40 s 837         | 40 s 800         | 1 min 21 s 637   | + 1 s 440        |
| 10                                  | 1  | Vendula Kotenova             | République tchèque | 40 s 809         | 40 s 857         | 1 min 21 s 666   | + 1 s 469        |
| 11                                  | 4  | Tara Disturnal               | Canada             | 40 s 793         | 40 s 903         | 1 min 21 s 696   | + 1 s 499        |
| 12                                  | 18 | Natalia Magdalena Biesiadzka | Pologne            | 41 s 044         | 40 s 921         | 1 min 21 s 965   | + 1 s 768        |
| 13                                  | 20 | Galyna Kurecko               | Ukraine            | 41 s 107         | 40 s 916         | 1 min 22 s 023   | + 1 s 826        |
| 14                                  | 13 | Raychel Germaine             | États-Unis         | 40 s 856         | 41 s 324         | 1 min 22 s 180   | + 1 s 983        |
| 15                                  | 14 | Anamaria Loredana Sovaiala   | Roumanie           | 41 s 233         | 41 s 134         | 1 min 22 s 367   | + 2 s 170        |
| 16                                  | 22 | Elena Denisa Postoaca        | Roumanie           | 41 s 125         | 41 s 325         | 1 min 22 s 450   | + 2 s 253        |
| 17                                  | 15 | Tatiana Zifcakova            | Slovaquie          | 41 s 080         | 41 s 727         | 1 min 22 s 807   | + 2 s 610        |
| 18                                  | 17 | Karoline Frimo Melas         | Norvège            | 41 s 604         | 41 s 240         | 1 min 22 s 844   | + 2 s 647        |
| 19                                  | 24 | Nikola Drajnova              | Slovaquie          | 41 s 574         | 41 s 326         | 1 min 22 s 900   | + 2 s 703        |
| 20                                  | 7  | Victoria Demchenko           | Russie             | 43 s 006         | 40 s 478         | 1 min 23 s 484   | + 3 s 287        |
| 21                                  | 19 | Petra Petko                  | Croatie            | 42 s 094         | 41 s 780         | 1 min 23 s 874   | + 3 s 677        |
| 22                                  | 21 | Ema Bago                     | Croatie            | 42 s 351         | 42 s 379         | 1 min 24 s 730   | + 4 s 533        |
| 23                                  | 8  | Maria Messner                | Italie             | 44 s 728         | 40 s 550         | 1 min 25 s 278   | + 5 s 081        |
|                                     | 16 | Darya Kudryavtseva           | Kazakhstan         | N'a pas terminée | N'a pas terminée | N'a pas terminée | N'a pas terminée |

### Double
L'épreuve s'est déroulée le 16 janvier avec 11 équipes.
| Rang                                | N° | Nom                                          | Pays       | Manche 1 | Manche 2          | Total             | Différence        |
| ----------------------------------- | -- | -------------------------------------------- | ---------- | -------- | ----------------- | ----------------- | ----------------- |
| Médaille d'or, Jeux olympiques      | 6  | Florian Gruber Simon Kainzwaldner            | Italie     | 42 s 590 | 42 s 604          | 1 min 25 s 194    |                   |
| Médaille d'argent, Jeux olympiques  | 8  | Tim Brendl Florian Funk                      | Allemagne  | 42 s 700 | 42 s 658          | 1 min 25 s 358    | + 0 s 164         |
| Médaille de bronze, Jeux olympiques | 5  | Ty Anderson Pat Edmunds                      | États-Unis | 42 s 817 | 42 s 949          | 1 min 25 s 766    | + 0 s 572         |
| 4                                   | 2  | Yury Kalinin Sergey Belyaev                  | Russie     | 43 s 000 | 42 s 946          | 1 min 25 s 946    | + 0 s 752         |
| 5                                   | 1  | Jozef Cikovsky Patrik Tomasko                | Slovaquie  | 42 s 930 | 43 s 018          | 1 min 25 s 948    | + 0 s 754         |
| 6                                   | 10 | Thomas Steu Lorenz Koller                    | Autriche   | 43 s 013 | 42 s 999          | 1 min 26 s 012    | + 0 s 818         |
| 7                                   | 9  | Kristens Putins Imants Marcinkevics          | Lettonie   | 43 s 415 | 42 s 985          | 1 min 26 s 400    | + 1 s 206         |
| 8                                   | 4  | Cosmin Eugen Atodiresei Stefan Musei         | Roumanie   | 43 s 513 | 43 s 589          | 1 min 27 s 102    | + 1 s 908         |
| 9                                   | 11 | Jakub Grzegorz Firlej Mateusz Robert Wozniak | Pologne    | 43 s 498 | 43 s 805          | 1 min 27 s 303    | + 2 s 109         |
| 10                                  | 7  | Stanislav Maltsev Oleg Faskhutdinov          | Kazakhstan | 44 s 007 | 43 s 451          | 1 min 27 s 458    | + 2 s 264         |
|                                     | 3  | Volodymyr Buryv Anatolii Lehedza             | Ukraine    | 44 s 028 | N'ont pas débutés | N'ont pas débutés | N'ont pas débutés |

### Relais par équipes mixtes
L'épreuve s'est déroulée le 17 janvier avec 11 équipes.
| Rang                                | N° | Nom                                                                                        | Pays       | Femmes   | Hommes   | Doubles  | Total           | Différence |
| ----------------------------------- | -- | ------------------------------------------------------------------------------------------ | ---------- | -------- | -------- | -------- | --------------- | ---------- |
| Médaille d'or, Jeux olympiques      | 8  | Summer Britcher Tucker West Ty Anderson Pat Edmunds                                        | États-Unis | 44 s 658 | 46 s 686 | 46 s 966 | 2 min 18 s 310  |            |
| Médaille d'argent, Jeux olympiques  | 9  | Saskia Langer Christian Paffe Tim Brendl Florian Funk                                      | Allemagne  | 44 s 788 | 46 s 766 | 47 s 154 | 2 min 18 s 708  | + 0 s 398  |
| Médaille de bronze, Jeux olympiques | 7  | Miriam-Stefanie Kastlunger Armin Frauscher Thomas Steu Lorenz Koller                       | Autriche   | 44 s 676 | 46 s 902 | 47 s 285 | 2 min 18 s 863  | + 0 s 553  |
| 4                                   | 10 | Victoria Demchenko Alexander Stepichev Yury Kalinin Sergey Belyaev                         | Russie     | 45 s 336 | 46 s 911 | 47 s 434 | 2 min 19 s 681  | + 1 s 371  |
| 5                                   | 5  | Andrea Vötter Daniel Gatterer Florian Gruber Simon Kainzwaldner                            | Italie     | 44 s 932 | 47 s 943 | 46 s 982 | 2 min 19 s 857  | + 1 s 547  |
| 6                                   | 11 | Ulla Zirne Riks Kristens Rozitis Kristens Putins Imants Marcinkevics                       | Lettonie   | 44 s 742 | 48 s 197 | 47 s 184 | 2 min 20 s 123  | + 1 s 813  |
| 7                                   | 6  | Olena Stetskiv Anton Dukach Volodymyr Buryv Anatolii Lehedza                               | Ukraine    | 45 s 556 | 46 s 852 | 47 s 781 | 2 min 20 s 189  | + 1 s 876  |
| 8                                   | 3  | Darya Kudryavtseva Sergey Korzhnev Stanislav Maltsev Oleg Faskhutdinov                     | Kazakhstan | 45 s 752 | 47 s 401 | 47 s 843 | 2 min 20 s 996  | + 2 s 686  |
| 9                                   | 4  | Nikola Drajnova Jozef Petrulak Jozef Cikovsky Patrik Tomasko                               | Slovaquie  | 45 s 969 | 47 s 911 | 47 s 396 | '2 min 21 s 276 | + 2 s 966  |
| 10                                  | 1  | Natalia Magdalena Biesiadzka Jakub Kowalewski Jakub Grzegorz Firlej Mateusz Robert Wosniak | Pologne    | 45 s 549 | 48 s 192 | 48 s 172 | 2 min 21 s 913  | + 3 s 603  |
| 11                                  | 2  | Anamaria Loredana Sovaiala Daniel Vladut Popa Cosmin Eugen Atodiresei Stefan Musei         | Roumanie   | 45 s 821 | 49 s 340 | 48 s 150 | 2 min 23 s 311  | + 5 s 001  |